# 7425 Lessing
7425 Lessing è un asteroide della fascia principale. Scoperto nel 1992, presenta un'orbita caratterizzata da un semiasse maggiore pari a 2,4096254 UA e da un'eccentricità di 0,1790725, inclinata di 3,52603° rispetto all'eclittica.